# Stazione di Cormano-Cusano
Stazione di Cormano-Cusano vasútállomás Olaszországban, Lombardia régióban, Cusano Milanino településen.

## Vasútvonalak
Az állomást az alábbi vasútvonalak érintik:
- Milánó–Asso-vasútvonal

## Kapcsolódó állomások
A vasútállomáshoz az alábbi állomások vannak a legközelebb:
- Stazione di Cormano-Brusuglio (használaton kívül)
- Stazione di Cusano Milanino (használaton kívül)